# Empoasca affinifasciata
Empoasca affinifasciata är en insektsart som beskrevs av Rowland Southern 1982. Empoasca affinifasciata ingår i släktet Empoasca och familjen dvärgstritar. Inga underarter finns listade i Catalogue of Life.